# Paradise (sång av Pernilla Wahlgren)
"Paradise" är en svensk popsång skriven av Emilio Ingrosso och Pernilla Wahlgren. Den spelades in av Wahlgren 1986 för hennes studioalbum Attractive och utgavs även som singel samma år. Den framförs som en duett tillsammans med Ingrosso.
"Paradise" spelades in i Soundtrade Studio och producerades av Christer Sandelin, Ingrosso och Tommy Ekman med Wahlgren som medproducent. Den mixades i samma studio. År 1986 utkom den på singel i två olika format: 7" och 12". 7"-versionen hade "Kom" som B-sida, även den skriven av Ingrosso och Wahlgren och medtagen på Attractive. På 12"-versionen låg "Paradise" som B-sida medan "Faces in the Crowd" låg som A-sida.
Låten tog sig in på Svenska singellistan 1986 där den stannade två veckor på plats 17 respektive 20.

## Låtlista

### 7"
Sida A
1. "Paradise" – 4:45

Sida B
1. "Kom" – 3:13

### 12"
Sida A
1. "Faces in the Crowd" (12"-version)

Sida B
1. "Paradise"

## Listplaceringar
| Lista (1986) | Topplacering |
| ------------ | ------------ |
| Sverige      | 17           |